# چیلی (نیومکزیکو)
چیلی (به انگلیسی: Chili) یک منطقهٔ مسکونی در ایالات متحده آمریکا است که در شهرستان ریو آریبا، نیومکزیکو واقع شده‌است. چیلی ۶۵۴ نفر جمعیت دارد و ۱٬۷۵۱٫۱ متر بالاتر از سطح دریا واقع شده‌است.